# Geoff Emerick
Geoffrey Emerick (Londres, 5 de dezembro de 1945 - Los Angeles, 2 de outubro de 2018) foi um engenheiro de som inglês. É conhecido pelo seu trabalho com a banda britânica The Beatles, com quem trabalhou nos álbuns Revolver, Sgt. Pepper's Lonely Hearts Club Band, The Beatles e Abbey Road. Foi vencedor de quatro Grammy Awards.